# حلبية

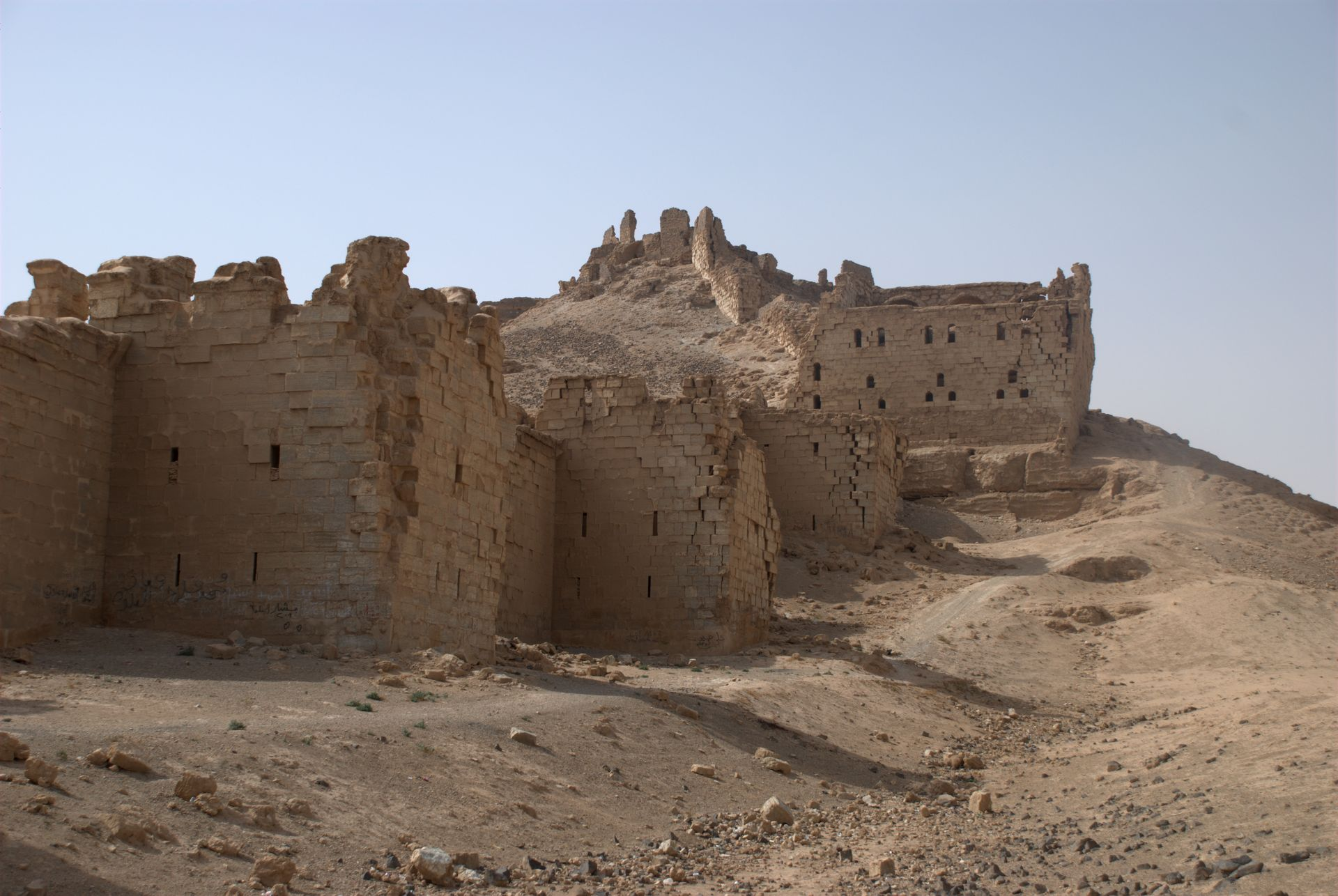
حصن حلبية.

حلبيّة هي قلعة وحصن أثري في سوريا تقع على بعد 58 كم شمال دير الزور على نهر الفرات شرق سوريا.

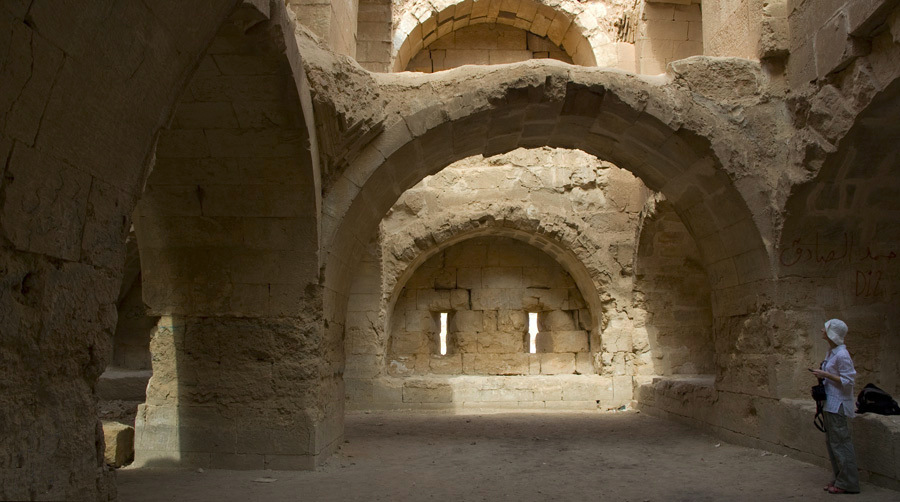
حصن حلبية من الداخل

ذُكرت حلبية أول مرة في أيام الملك الآشوري آشور ناصر بعل الأول (حوالي 1149- 1131 ق.م) وكانت حصناً للدول الآشورية ثم البابلية ثم الأرامية وللحضارات المتعاقبة في سورية، سيطرت عليها مملكة تدمر لفترة طويلة وكانت معبر التجارة التدمرية بين الشرق والغرب ومحطة وملجأ للتدمريين ابان الحروب التدمرية مع ماركوس أنطونيوس والامبراطورية الرومانية عام 41 ق.م، ويشمخ هذا الحصن ويمتد لمسافة كبيرة.و تقع لجهة الجنوب من نهر الفرات وعلى الطرف الشمالي تقع «زلبية» وهي مجموعة من اطلال قديمة لحصون وابينة معاصرة لحلبية وتعرضت للنهب والنبش من قبل لصوص الاثار وبشكل عام منطقة حلبية وزلبية منطقة اثرية وإلى الغرب منها على امتداد نهر الفرات من الجهة الجنوبية للنهر تقع مقابر اثرية وشواهد على بقايا قلعة قديمة في موقع القصبي أصبحت اليوم ارض مقبرة منذ أكثر من 200 عام.